# Tappeto erboso

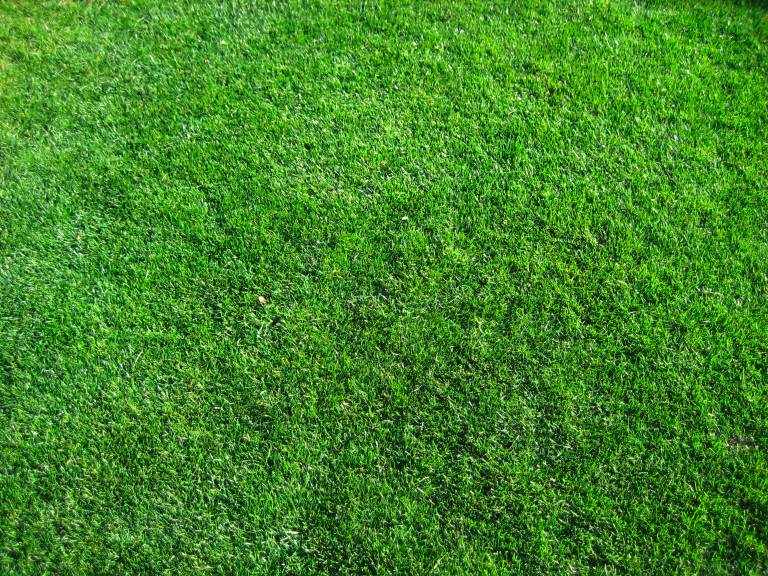
Prato rasato

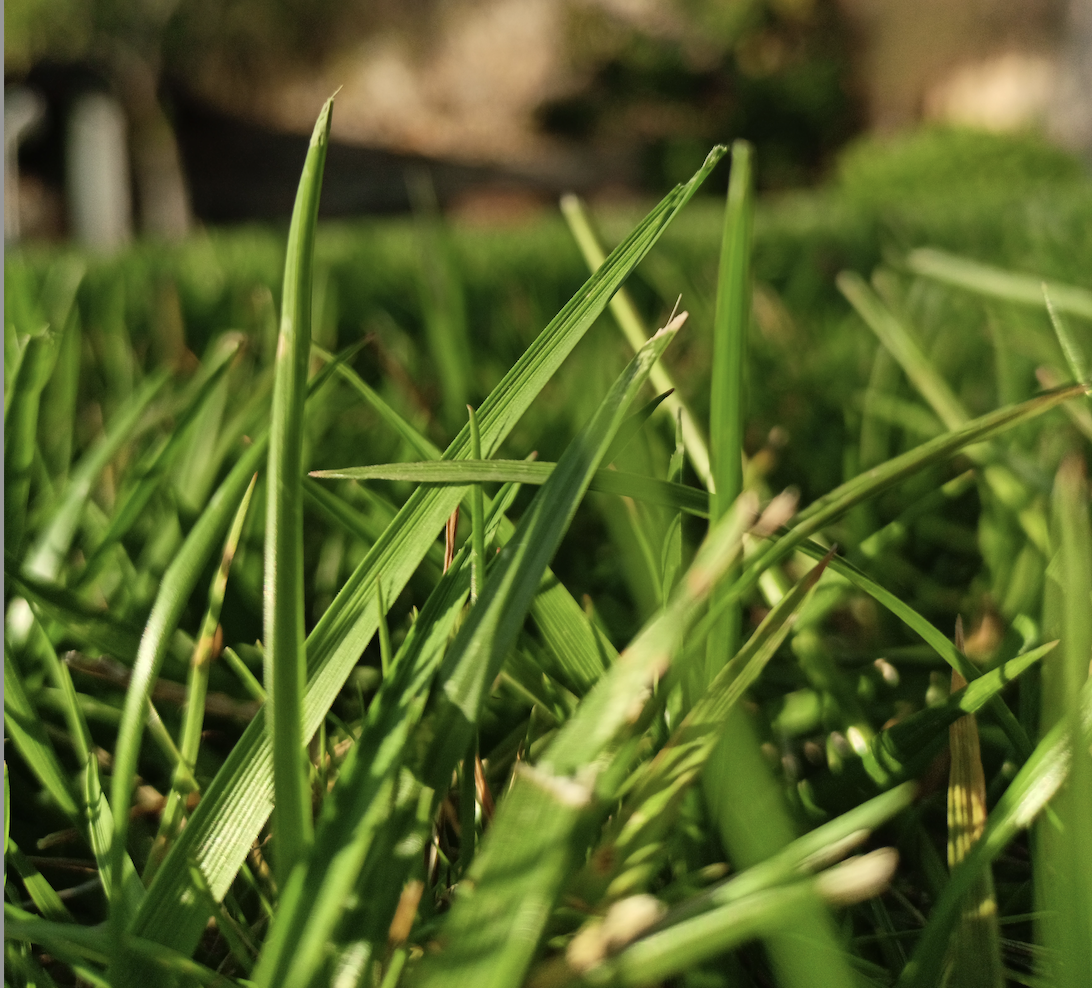
Dettaglio di un tappeto erboso

Il tappeto erboso o prato rasato o pelouse è una tipologia di prato costruito artificialmente, che si trova presso abitazioni, parchi e impianti sportivi. Si distingue dal prato in senso generico per essere ben curato e costantemente rasato con un tosaerba.

## Tipi di prati rasati

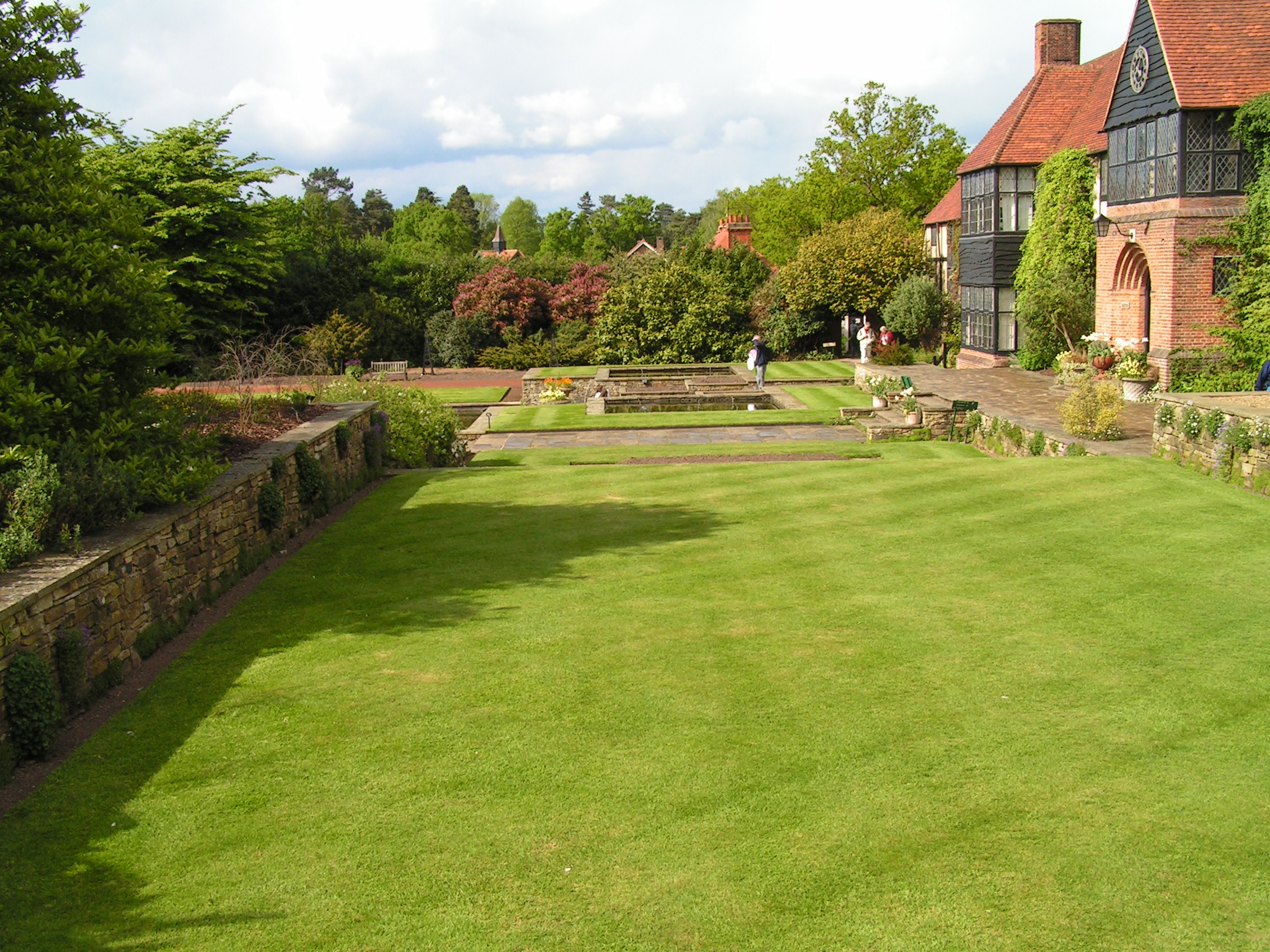
Prato all'inglese

### Prato rustico
Costituito da grande rusticità, è usato per stabilizzare le rive dei fiumi e inverdire le piste da sci. È adatto in situazioni dove si richiede poca manutenzione.

### Prato ornamentale
Viene utilizzato presso giardini pubblici e spazi verdi privati. Deve essere molto resistente al calpestamento.

### Prato sportivo
È un prato molto fitto e uniforme usato nei campi da gioco (calcio, golf ecc.). Occorrono specie dalla foglia molto sottile, che permettano una perfetta rasatura.

### Prato all'inglese
Prato costituito da una sola specie di erba: richiede molta attenzione, irrigazione costante (più facile in climi senza periodo di siccità estiva) ed è soggetto ad attacchi di erbe infestanti.

## Tipi di erba utilizzati
Si utilizzano perlopiù graminacee appartenenti ai generi Agrostis, Cynodon, Poa, Festuca, Lolium, Paspalum, Pennisetum, Stenotaphrum, Zoysia, oltre alla Dichondra delle Convolvulacee. La scelta dell'erba è importante soprattutto in relazione alla tipologia climatica (e microclimatica) nella quale si trova il prato da allestire. 
Le erbe si distinguono in microterme e macroterme che si differenziano per le differenti condizioni con le quali crescono le radici (10-19 °C nel primo caso, 23-32 °C nel secondo). Altre caratteristiche importanti sono l'uniformità di crescita, la resistenza al calpestamento e la rapidità di sviluppo.
Spesso si mescolano più tipi di erba per avere più resistenza al clima con estate calda e secca (mediterraneo o submediterraneo) e ai parassiti.

## Semina
È consigliato il periodo primaverile; nel periodo autunnale si possono avere buoni risultati non spingendosi troppo oltre ottobre, mentre per quanto riguarda l'estate (escludendo le specie microterme che arrestano la crescita a 30 °C) si dovrà porre attenzione con annaffiature frequenti, specie nelle regioni con periodo secco estivo.

## Rasatura emulching

Tosaerba senza cestello, a scarico diretto laterale

Il prato andrebbe rasato ogni settimana, massimo quindici giorni, durante tutto il periodo di vegetazione (primavera–autunno).
Esiste una pratica (in inglese mulching [equivalente all'italiano pacciamatura]) di riciclaggio biodegradabile, che consiste nello sminuzzare l’erba con il tosaerba e di non raccoglierla nel cestello, ma di lasciarla sul prato come fertilizzante organico. Ciò risulta particolarmente utile per i prati di ampie dimensioni.

## Prato in zolle o rotoli

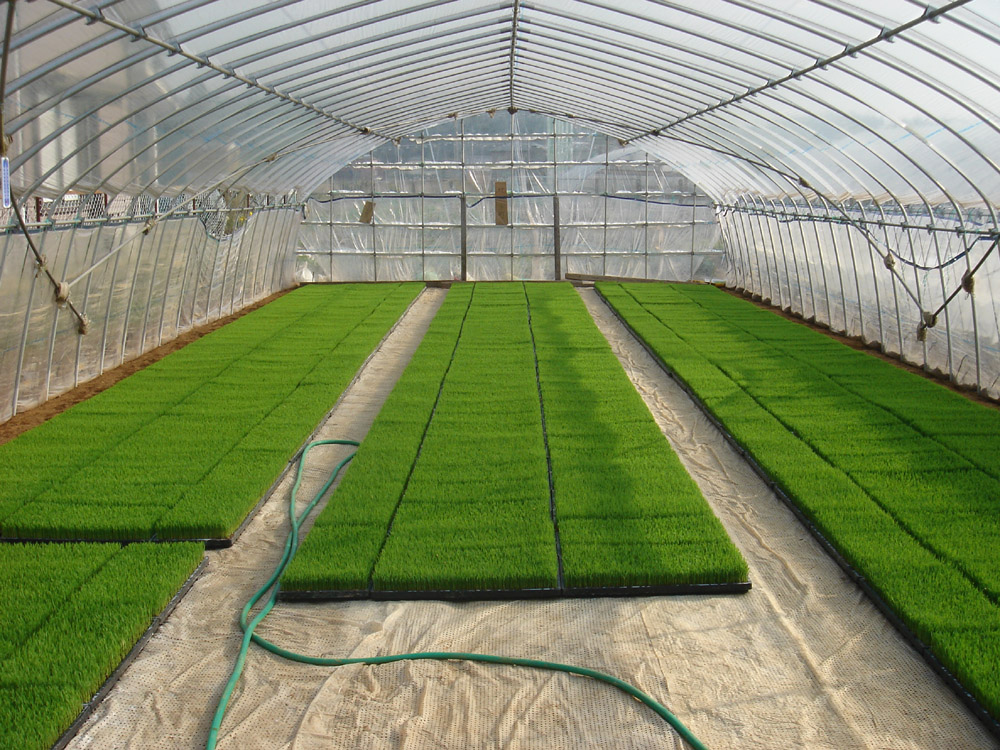
Zolle di prato

Recentemente si è diffuso anche in Italia l'uso del prato a zolle o a rotoli (o pellicce), che permette di avere un prato rasato omogeneo anche nelle condizioni più sfavorevoli.